# Cebrail Makreckis
Cebrail Makreckis (Aachen, 2000. május 10. –) lett labdarúgó, a Ferencváros játékosa.

## Pályafutása

### Klubcsapatokban
Makreckis a Bayer 04 Leverkusen akadémiáján nevelkedett, felnőtt labdarúgó-pályafutását 2019-ben kezdte el a német negyedosztályú Bonner SC csapatánál. 2020 nyarán a negyedosztályú Borussia Dortmund II csapatához szerződött, amellyel első szezonjában megnyerte a bajnokságot. 2022 januárjában a harmadosztályú Viktoria Berlin szerződtette. A 2022–2023-as szezonban a bolgár élvonalbeli Pirin Blagoevgrad csapatában futballozott; huszonhárom bajnoki mérkőzésen egy gólt szerzett.

#### Ferencváros
2023 júniusa óta a magyar élvonalbeli Ferencváros játékosa.
2025. február 23-án a labdarúgó NB I 21. fordulójában a Fehérvár ellen 3–1-re megnyert mérkőzésen szerezte első gólját az FTC színeiben.

### A válogatottban
2018-ban hét alkalommal lépett pályára a lett U19-es labdarúgó-válogatottban, egy gólt szerzett.

## Sikerei, díjai
Borussia Dortmund II
- Regionalliga West (1): 2020–21

 Ferencváros
- Magyar bajnok (2): 2023–24, 2024–25[3]
- Magyar kupa ezüstérmes (2): 2024,[4] 2025